# Kelurahan Pasirkaliki (administrativ by i Indonesien, lat -6,91, long 107,60)
Kelurahan Pasirkaliki är en administrativ by i Indonesien.   Den ligger i provinsen Jawa Barat, i den västra delen av landet, 110 km sydost om huvudstaden Jakarta.